# 老實公司

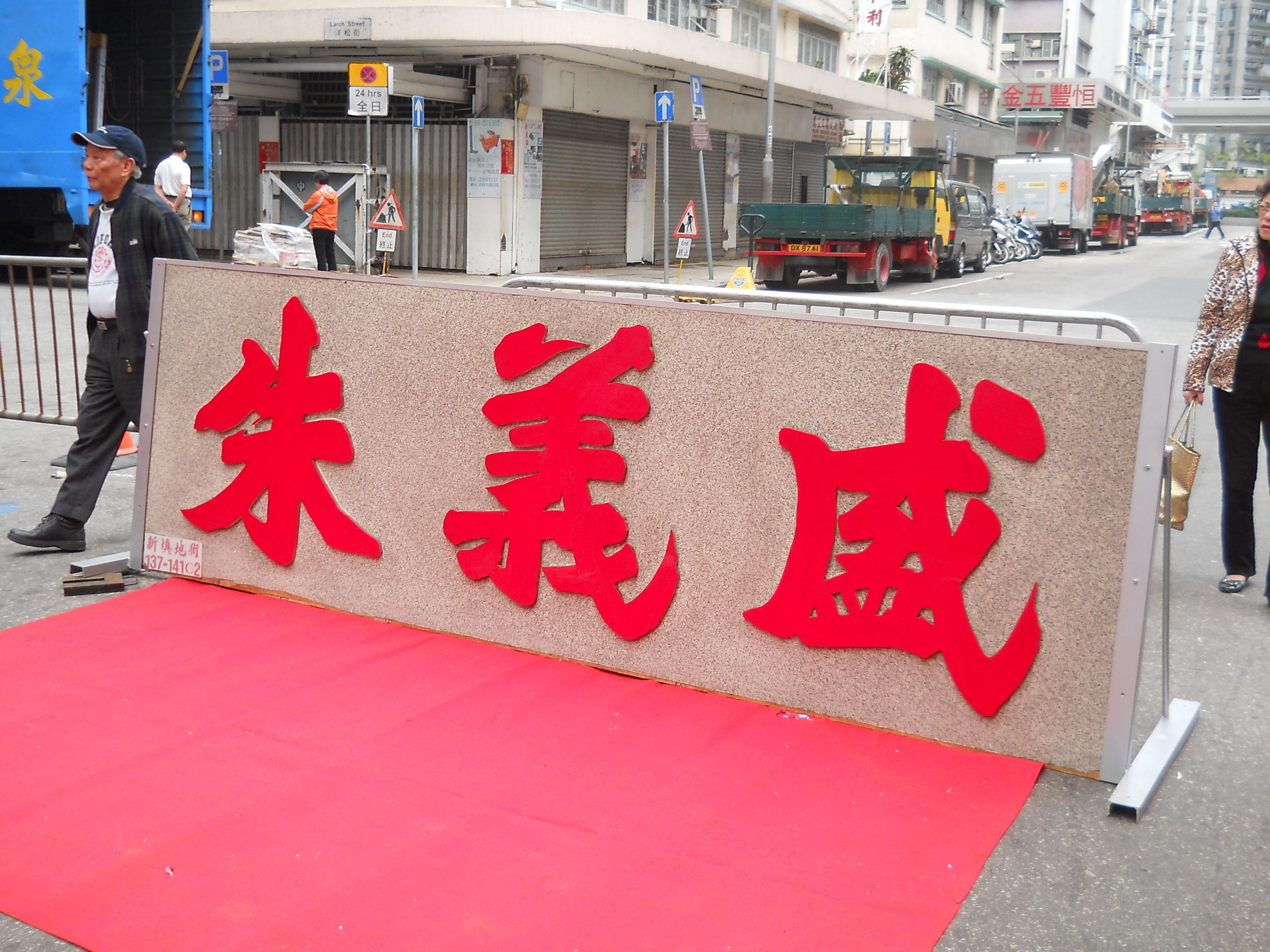
「大角咀廟會」展出老實公司的「朱義盛」招牌

老實公司原為香港一家歷史悠久的平民化仿金飾物、銀器及中式婚嫁用品店舖，以「朱義盛」為招牌。「朱義盛」在香港俗語有假貨的意思，而老實公司則老實讓顧客知道貨品為仿金故名。因多年虧蝕，於2010年9月27日結業。

## 歷史
老實公司於1926年開業，當時店址設於油麻地上海街，1988年搬至新填地街137號經營，店主為莫錦松夫婦，店舖由莫先生的父親創辦。老實公司主要售賣產品包括銅製仿金首飾、銀器、仿玉器、髮簪、牛骨梳、筷子、中式婚禮使用的「絲絨花」、年長者擺大壽回禮的「拜壽金桃」等。這些產品在香港已很難找到。
老實公司最著名的，為店舖自行生產的護髮產品「刨花油」。刨花是由楠木刨出來的薄片，以山茶花油浸製而成，用後令頭髮貼服易梳理。「刨花油」曾獲得蔡瀾專欄介紹。

## 結業
2010年，店主把位於新填地街，面積400呎的店舖出售，以超過1000萬港元售出，新業主收取每月約2萬港元租金，租約至2010年9月底期滿。店主決定於2010年9月27日結業，並在當晚6時半至8時半於店內舉行結業相聚日，開設3圍宴請街坊及顧客。老實公司結業前數天，吸引大批市民排隊購買懷舊產品留念。
老實公司結業後，將由非牟利機構生命工場協助開設網上商店，於互聯網售賣產品。

## 資料來源
1. ↑  朱義盛[] 星島日報，2010年7月20日
2. 1 2  結業前夕 千計市民搶購 朱義盛迴光返照 （页面存档备份，存于） 蘋果日報，2010年9月27日
3. ↑  .   [2022-06-25]. （原始内容存档于2018-10-28）.
4. 1 2  不敵市場變 朱義盛結業 開舖84年 堅持老實賣舊款 （页面存档备份，存于） 明報，2010年6月8日
5. ↑  老實公司 蔡瀾
6. 1 2  朱義盛下周一告別宴 （页面存档备份，存于） 明報，2010年9月21日

## 外部連結
- [永久]

- 老實公司朱義盛〈光榮結業〉 （页面存档备份，存于）
- 生命工場 小店本色街